# Sifsari

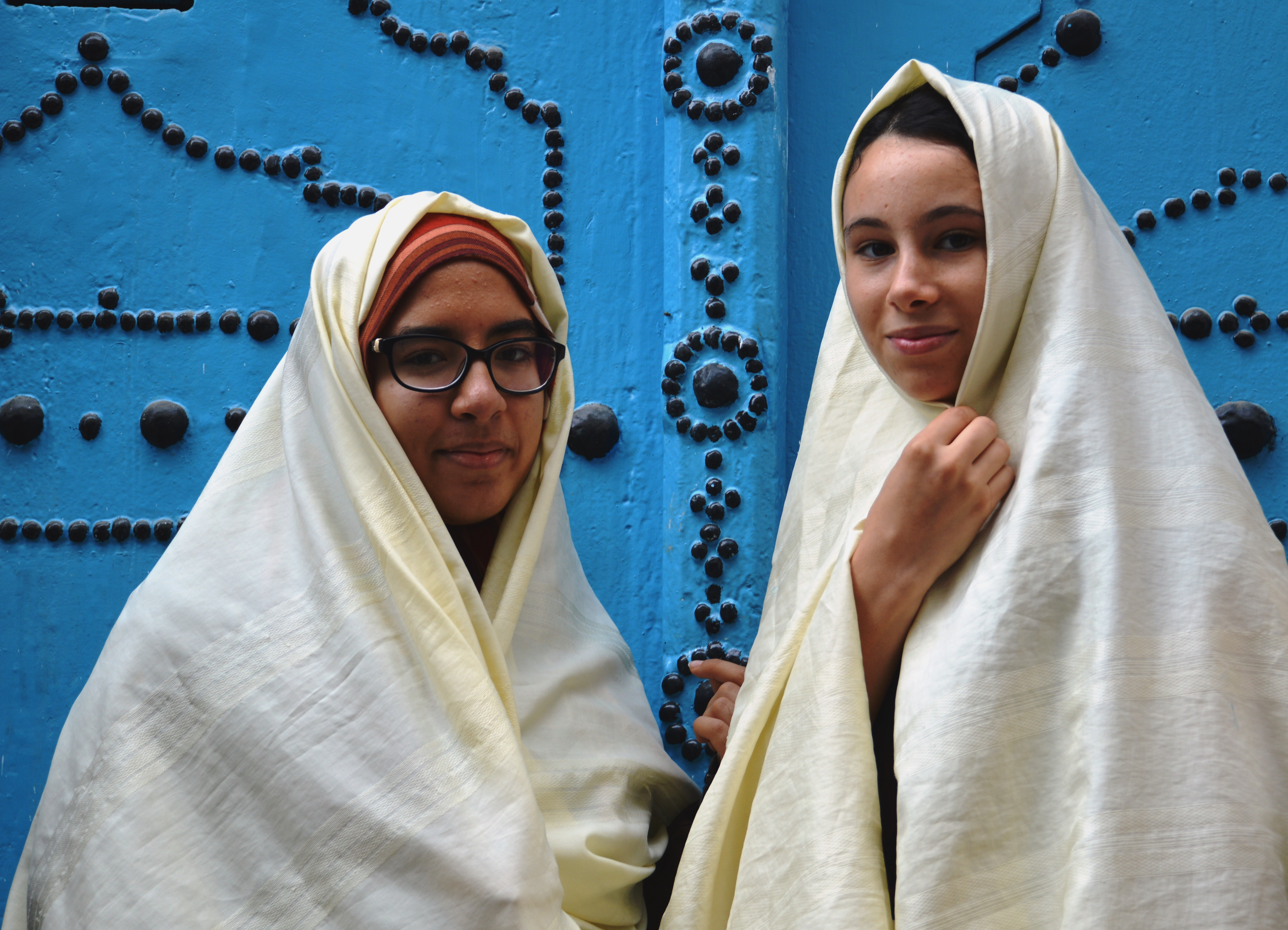
Twee vrouwen gehuld in een sifsari

De sifsari (Arabisch: سفساري) - ook wel gespeld als sefsari - is een traditionele sluier, die gedragen wordt door vrouwen in Tunesië. De sluier werd vooral gedragen door vrouwen in de steden als ze hun eigen huis verlieten.
Het kledingstuk bestaat uit een groot stuk doek dat gemaakt is van katoen, satijn of zijde en het lichaam van de vrouw grotendeels bedekt. Het wordt over het hoofd gedaan en om het lichaam gewikkeld, maar laat het gezicht vrij. De doek omhult het lichaam tot aan de enkels toe. De sluier is meestal crèmekleurig, maar in sommige regio's van Tunesië is deze kleurrijk. De sluier wordt gedragen door vrouwen om daarmee enerzijds bescheidenheid te betonen en anderzijds om nieuwsgierige blikken van mannen te voorkomen. Tegenwoordig wordt de sifsari vooral gedragen door vrouwen op het platteland, terwijl in de steden ze alleen nog gedragen wordt door oudere vrouwen.